# Biston praeparva
Biston praeparva  är en fjärilsart som beskrevs av Louis Beethoven Prout 1937. Biston praeparva  ingår i släktet Biston och familjen mätare, Geometridae. Inga underarter finns listade i Catalogue of Life.